# تاكتو يوشيناغا
تاكتو يوشيناغا (吉永拓斗 يوشيناغا تاكتو) هو ممثل ياباني ولد في 14 سبتمبر 1999 في محافظة سايتاما.

## أدواره في الأنمي

### مسلسلات أنمي تلفزيونية
- طوكيو غول A√ - كوتارو أمون (أيام الطفولة)
- دايز - تسوكوشي تسوكاموتو
- بازل آند دراغونز كروس - إيس
- ماكروس دلتا - غولا
- بيتليس - أراتو إندو

### أفلام أنمي
- سينت سيا ليجند أوف سانكتشواري - سيا (أيام الطفولة)
- أهلا بكم في عرض الفضاء - كوجي هارادا
- ذكريات طيار - شارل كارينو (أيام الطفولة)

## أدواره في ألعاب الفيديو
- كينجدوم هارتس بيرث باي سليب - سورا (أيام الطفولة)
- سونيك جينيريشنز - تيلز الكلاسيكي

## أدواره في الدبلجة اليابانية
- أطفال جواسيس: كل الوقت في العالم - سيسيل ويلسون
- بيرسي جاكسون: بحر من الوحوش - غروفر أندروود (أيام الطفولة)
- رجل من حديد - كلارك كينت (سن الثالثة عشر)
- فولاذ حقيقي - ماكس كينتون
- فوق - كرم الصغير
- غائم مع فرصة لتساقط كرات اللحم - فلينت لوكوود (أيام الطفولة)
- فرانكنويني - فيكتور

## وصلات خارجية
- تاكتو يوشيناغا على موقع IMDb (الإنجليزية)
- تاكتو يوشيناغا على موقع ميوزك برينز (الإنجليزية)
- تاكتو يوشيناغا على موقع قاعدة بيانات الفيلم (الإنجليزية)

- صفحة IMDb